# Shin Thant
Shin Thant (en birmano: ရှင်းသန့်; Mandalay, 19 de mayo de 1990) es una activista de los derechos LGBTQ+, política y defensora de los derechos humanos de las personas LGBTQ+ birmana. Es una de las principales activistas de los derechos LGBTQ+ en Myanmar.  
Shin Thant también es una reina de belleza que ganó Miss Trans Grand International Myanmar 2018, un concurso de belleza para mujeres transgénero.  

## Primeros años y educación
Shin Thant nació el 19 de mayo de 1990 en Mandalay, en el seno de una familia budista tradicional. Comenzó a identificarse como mujer transgénero cuando tenía 17 años. Se graduó de la Universidad Cooperativa, Thanlyin y tiene una licenciatura en Ciencias Empresariales y también estudió negocios en Japón después de recibir una beca pagada por el gobierno. Refirmó públicamente su identidad de género en 2012. 

## Activismo y movimientos
En 2012, fue arrestada bajo el artículo 35(c) de la Ley de Policía. Poco después, Shin Thant se reunió con Aung Myo Min, un activista de los derechos LGBTQ+. Posteriormente, intentó denunciar la violencia que enfrenta la comunidad LGBTQ+ de Myanmar y luchar por sus derechos humanos.  Comenzó a trabajar con organizaciones locales de derechos LGBT para luchar por los derechos LGBT en todo Myanmar y se convirtió en una de las principales activistas LGBTQ+ del país. 
En 2013, cuando un grupo de mujeres transgénero fueron arrestadas en Mandalay y supuestamente obligadas a desnudarse antes de ser detenidas, Shin Thant trabajó con Colors Rainbow, una organización de derechos LGBT de Myanmar, para buscar justicia. En enero de 2017, ayudó a la modelo transgénero Myo Ko Ko San, quien fue acusada injustamente de ser la administradora de la controvertida página de Facebook Cele Cele Small, que informa chismes y rumores sobre celebridades. En marzo de 2017, Shin Thant también participó en una conferencia de jóvenes con la Consejera de Estado de Myanmar, Aung San Suu Kyi, además de su activismo centrado en los derechos LGBT. Se desempeñó como representante de la región de Yangon en el comité de redacción de la Política para la Juventud de Myanmar.
Shin Thant cree que para lograr la igualdad, el gobierno debe asumir la responsabilidad de garantizar que las personas LGBT estén representadas en todos los sectores. Espera convertirse en la primera miembro abiertamente LGBTQ+ del parlamento de Myanmar para 2025 y está presionando para la abolición del artículo 377 del Código Penal de Myanmar.